# Kraljevstvo Iberija
Iberija (gruzijski: იბერია, latinski: Iberia, starogrčki: Ἰβηρία), također i kao Iverija (gruzijski: ივერია) je ime za starovjekovno gruzijsko kraljevstvo Kartlija (4. st. pr. Kr. – 5. st.). Površinom je približno odgovaralo istočnim i južnim dijelovima današnje Gruzije. Ime Iberija su nadjenuli stari Grci. Izraz "Kavkaska Iberija" ili "Istočna Iberija" se koristi da bi se razlikovalo Pirenejski poluotok koji se ponekad također označava pojmom Iberija.
Kavkaska Iberija je osnovom današnje gruzijske državnosti. S Kolhidom (rana zapadna gruzijska država) oblikovala je jezgru današnjeg naroda Gruzijaca.